# مستشفى الملك خالد (حفر الباطن)
مستشفى الملك خالد هو مستشفى عام يقع في منطقة حفر الباطن في المملكة العربية السعودية تم إنشائه عام 1980 وترجع تسميته نسبتةً للملك الراحل خالد بن عبد العزيز آل سعود وهو يخدم سكان منطقة حفر الباطن والعديد من القرى المجاورة لها لموقعه الاستراتيجي وسط المنطقة
وهو المستشفى الذي يشهد ازدحاما رغم وجود مستشفيات حكوميه أخرى مثل مستشفى المركزي ومستشفى النساء والاطفال.